# Quando quando quando
Quando quando quando (en español: 'cuándo, cuándo, cuándo') es una popular canción italo-pop en estilo rítmico de bossa nova, lanzada en 1962 y compuesta por Tony Renis (para la música) y Alberto Testa (para el texto).
La canción fue originalmente grabada en dos versiones diferentes por Tony Renis y Emilio Pericoli, y fue presentada en el Festival de la Canción de Sanremo en 1962 por el propio Renis, donde ocupó el cuarto lugar. Se convirtió en un éxito comercial en Italia, encabezando la lista de singles Musica e dischi. El artista estadounidense Pat Boone, que grabó la canción en 1962, cantó la letra en inglés (When when when) escrita por Ervin Drake.
En 1963, Renis presentó una versión samba de Quando quando quando en el programa de TV italiano llamado  Canzonissima, ganando el evento. En 1978 se lanzó una versión disco titulada Disco Quando, arreglada por Vince Tempera y producida por Renis para la Burbank, Home of Warner Bros. Record.